# Vaudebarrier
Vaudebarrier är en kommun i departementet Saône-et-Loire i regionen Bourgogne-Franche-Comté i östra Frankrike. Kommunen ligger i kantonen Charolles som tillhör arrondissementet Charolles. År 2022 hade Vaudebarrier 207 invånare.

## Befolkningsutveckling
Antalet invånare i kommunen Vaudebarrier
| Referens: INSEE |